# Bitch Please
Bitch Please è un brano musicale rap di Snoop Dogg, secondo singolo estratto dall'album No Limit Top Dogg.

## Tracce
1. Bitch Please (Radio Version)
2. Bitch Please (LP Version)
3. B-Please (Instrumental)

## Classifiche

### Classifiche settimanali
| Classifica (1999)         | Posizione massima |
| ------------------------- | ----------------- |
| Stati Uniti               | 47                |
| Stati Uniti (R&B/Hip-Hop) | 26                |
| Svizzera                  | 48                |